# Памела Віллорезі
Марія Памела Віллорезі (італ. Maria Pamela Villoresi, більш відома як Памела Віллорезі (італ. Pamela Villoresi); 26 жовтня 1957) — італійська акторка театру і кіно.

## Біографія
Народилася в італійському місті Прато (столиці однойменної провінції в адміністративному регіоні Тоскана) у родині італійського комерсанта, що займався торгівлею тканинами. Мати Памели мала громадянство Німеччини. Після закінчення школи Памела почала вивчати бухгалтерський облік, одночасно займаючись на театральних курсах при місцевому театрі Teatro Metastasio і беручи участь у театральних постановках. Першу роль в кіно отримала в 1975 році. Перший значний успіх прийшов до неї після ролі Стелли в італо-японській мелодрамі 1976 Dedicato ad una stella («Присвячується Стеллі»). Цей фільм свого часу посідав в Італії перше місце за касовими зборами. У 1977 році в рамках вручення премій Grolla d'oro («Золота чаша») діячам національного італійського кіно за найкращі роботи Памелі Віллорезі був присуджений приз «Найкраща молода актриса» за роль Ніни в телефільмі «Чайка» за Чеховим. Незабаром після цього Памела переїхала до Риму, де живе до теперішнього часу (2010). У 2004 році була нагороджена Премією Гассмана за роль у виставі «Три сестри» за Чеховим. У 2010 році Віллорезі брала участь у регіональних виборах в Лаціо (вона була включена в правоцентристський список Ренати Полверіні. Але її кандидатура не набрала достатньої кількості голосів.
Знялася у фільмі (Не)ідеальні парочки (2021).

## Джерело
- Сторінка на imdb.com